# Marie-Louise von Franz
Marie-Louise von Franz (Munique, 4 de janeiro de 1915 — Küsnacht, 17 de fevereiro de 1998) foi uma psicoterapeuta analítica, pesquisadora e escritora da Alemanha, mas ativa na Suíça, importante continuadora do trabalho de Carl Jung.
Conheceu Jung em 1933, e permaneceu em contato com ele até sua morte, em 1961. Fundou, em Zurique, o Instituto Carl Gustav Jung. Como psicoterapeuta analítica, analisou mais de 65 mil sonhos, escreveu mais de vinte livros, e gravou vários filmes. Foi a primeira a apontar a similaridade da estrutura matemática do ADN com os padrões do I-Ching. Entre suas publicações, estão:
- Alchemical Active Imagination
- Alchemy: An Introduction To The Symbolism And The Psychology
- Animus and Anima in Fairy Tales
- Archetypal Dimensions of the Psyche
- Archetypal Patterns in Fairy Tales
- Aurora Consurgens: A Document Attributed to Thomas Aquinas on the Problem of Opposites in Alchemy. Inner City Books, Toronto, 2000.
- C. G. Jung: His Myth in Our Time
- Creation Myths
- Dreams. Shambhala, Boston, 1991.
- Feminine in Fairy Tales
- Individuation in Fairy Tales
- Interpretation of Fairytales. Spring Publications, Dallas, 8th Printing, 1987.
- Light from the Darkness: The Paintings of Peter Birkhäuser, 1980.
- Number and Time, 1974.
- On Divination and Synchronicity: …
- On Dreams & Death: A Jungian Interpretation
- Projection and Re-Collection in Jungian Psychology: Reflections of the Soul
- Psyche and Matter, Shambhala, Boston, 1992.
- Psychological Meaning of Redemption Motif in Fairytales
- Puer Aeternus: A Psychological Study of the Adult Struggle With the Paradise of Childhood
- The Cat: A Tale of Feminine Redemption
- The Golden Ass of Apuleius: The Liberation of the Feminine in Man
- The Interpretation of Fairy Tales
- The Passion of Perpetua: A Psychological Interpretation of Her Visions. Inner City Books, Toronto, 2004.
- The Problem of the Puer Aeternus
- The Shadow and Evil in Fairy Tales
- The Way of the Dream
- The Way of the Dream DVD
- Time Rhythm and Repose